# ЭИ-2 (реактор)
ЭИ-2 (первоначально проектировавшийся как И-2) — двухцелевой энергетический промышленный уран-графитовый реактор (ПУГР), заготовитель плутония на Сибирском химическом комбинате.
ЭИ-2 был первым в истории ядерным реактором, позволявшим наряду с наработкой оружейного плутония производить электроэнергию с помощью паровых турбин. Из-за этого в шифре кода реактора появилась литера «Э» — энергетический.
Физический пуск реактора ЭИ-2 года был произведен 8 февраля 1958.

## Вывод из эксплуатации
Остановлен вместе с реакторами И-1 и АДЭ-3 по Межправительственному Соглашению между США и СССР в 1992 году в первую очередь.
ЭИ-2 стал первым в мире промышленным уран-графитовым реактором, выведенным из эксплуатации. Вывод из эксплуатации так же знаменателен тем, что впервые использовались технологии позволившие реализовать безопасный вывод из эксплуатации уран-графитового реактора по варианту «захоронение на месте». Уникальность технологий в том, что облученный графит остался на месте.
Расчетный период безопасности для окружающей среды 10 000 лет. Реактору обеспечили многобарьерную систему безопасности путем закачивания в полости специального материала на основе природных глин. Чтобы не допустить проникновения атмосферных осадков, создали дополнительный конструктивный элемент — экран. Это своеобразный слоеный пирог из разных материалов, где есть и синтетическая гидроизоляция, и гравий, и песок, и глиноупорный слой, и чернозем. Полная стоимость работ составила 2,3 млрд рублей. Для сравнения: расчеты показали, что ликвидация подобного объекта обойдется на порядок дороже, чем захоронение,— около 20 млрд рублей.
Предшественник — реактор И-1 был запущен 20 ноября 1955 года.
Последователь — реактор типа АДЭ.

## Фотографии

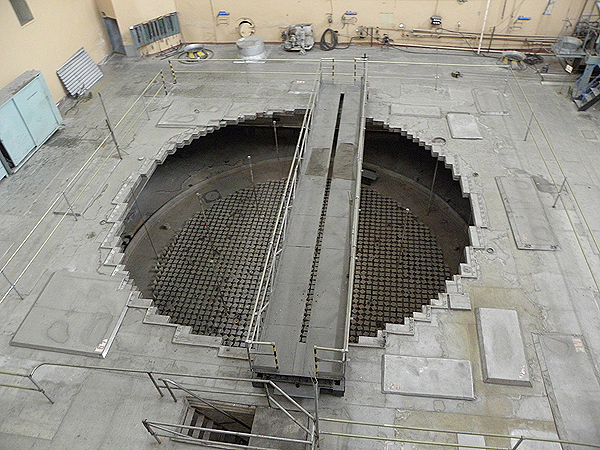
Вид на Центральный зал (реактор ЭИ-2).
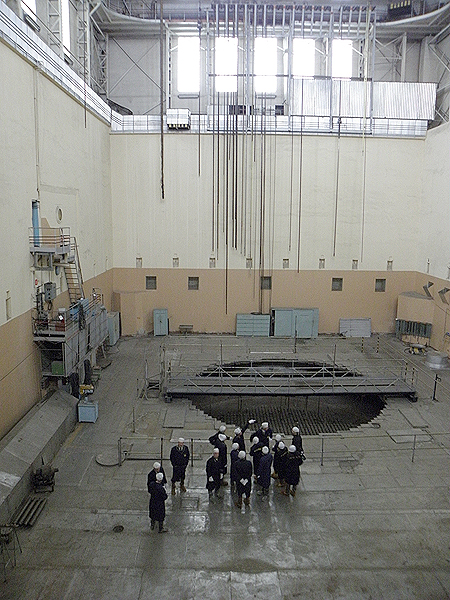
Центральный зал реактора ЭИ-2.
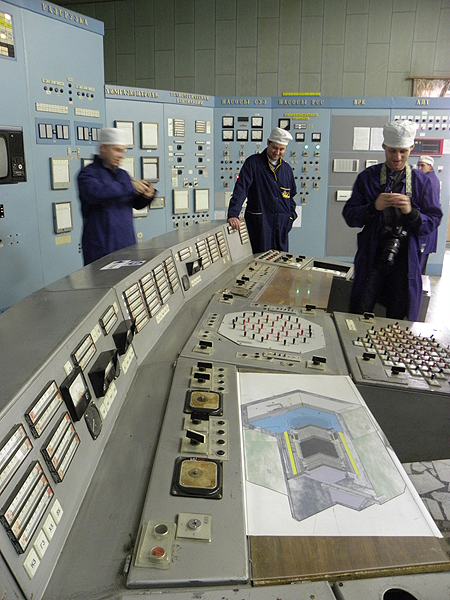
Зал управления ядерным реактором ЭИ-2.
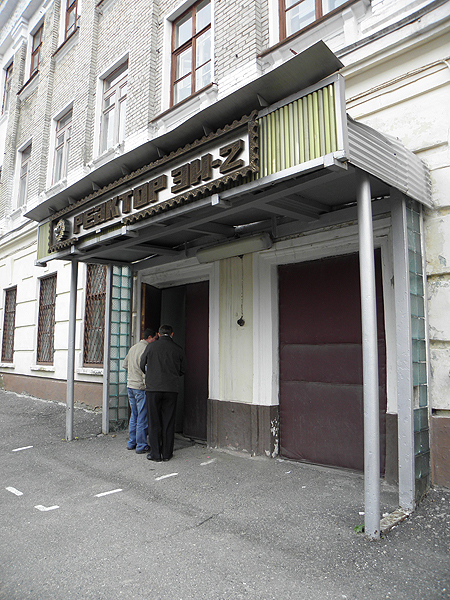
Вход в здание реактора ЭИ-2.
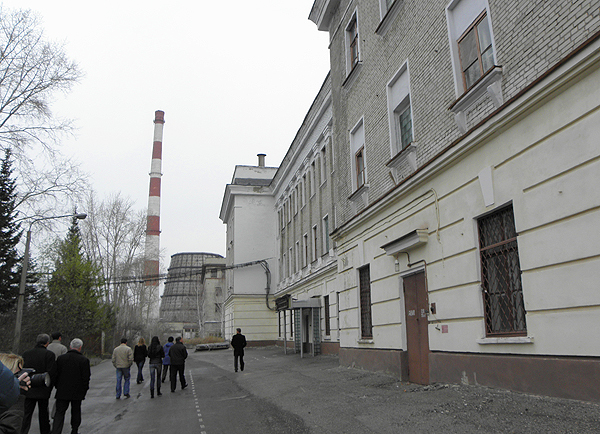
Здание реактора ЭИ-2 (ЗАТО Северск).